# Paige Railey
Paige Railey (Clearwater, 15 maggio 1987) è una velista statunitense, che ha rappresentato gli Stati Uniti ai Giochi olimpici di Rio de Janeiro 2016 nella classe Laser Radial.

## Palmares
- Giochi panamericani

Rio de Janeiro 2007: oro nella classe Laser Radial
Toronto 2015: oro nella classe Laser Radial